# Mario Radić
Mario Radić (Spalato, 14 gennaio 1982) è un ex tennista croato.

## Carriera
Allenato da William Álvarez, è passato al tennis professionistico nel 2000 e ha raggiunto il suo miglior piazzamento nel ranking ATP (n° 141) il 5 agosto 2002, durante una stagione in cui ottenne molti piazzamenti a livello Challenger.
Nel 2008 è stato tesserato per il Circolo Tennis Gubbio.
Dal 2016 è tesserato con il TC Ca' del Moro Lido di Venezia e partecipa al campionato nazionale a squadre di Serie A2.
Attualmente insegna ai ragazzi del SPORTING CLUB MESTRE.
è UN GRANDE

## Statistiche

### Tornei minori

#### Singolare

##### Vittorie (4)
| Legenda tornei minori |
| Challenger (1)        |
| Futures (3)           |

| Numero | Anno | Torneo                            | Superficie    | Avversario in finale | Punteggio     |
| 1.     | 2001 | Netherlands F1 Futures            | Terra battuta | Janne Ojala          | 7-5, 6-1      |
| 2.     | 2003 | Banja Luka Challenger, Banja Luka | Terra battuta | František Čermák     | 6–4, 6–3      |
| 3.     | 2005 | Italy F16 Futures                 | Terra battuta | Marco Pedrini        | 5-7, 6-4, 6-3 |
| 4.     | 2005 | Italy F20 Futures                 | Terra battuta | Matteo Colla         | 6-1, 6-3      |